# Karl-Heinz Vesper
Karl-Heinz Vesper (* 24. April 1931 in Berlin; † 2006) war ein deutscher Diplomat. Er war Botschafter der DDR in der Demokratischen Volksrepublik Algerien.

## Leben
Vesper wurde als Sohn des KPD-Funktionärs und späteren DDR-Diplomaten Walter Vesper geboren. 1952 legte er in Düsseldorf das Abitur ab und siedelte in die DDR über. Er schloss sich der SED an und studierte Geschichte an der Universität Leningrad. 1957 schloss er sein Studium als Diplomhistoriker ab. 1967 promovierte er sich zum Dr. phil.
Seit 1957 war Vesper Mitarbeiter im Ministerium für Auswärtige Angelegenheiten der DDR (MfAA). 1958/1959 war er stellvertretender Leiter der DDR-Handelsvertretung in Indonesien und dann bis 1962 Sektorenleiter im MfAA. Von 1962 bis 1966 war er stellvertretender Leiter der DDR-Handelsvertretung in Neu-Delhi. Von 1966 bis 1968 leitete er die Zweite Außereuropäische Abteilung im MfAA (Südostasien) und von 1968 bis 1971 als Generalkonsul das DDR-Generalkonsulat in Burma. 1972/1973 war er Gesandter an der DDR-Botschaft in Frankreich, dann 1973/1974 Sektorenleiter im MfAA. Von 1974 bis 1979 war Vesper Botschafter der DDR in Algier. Von 1979 bis 1990 fungierte er als Sektorenleiter in der Hauptabteilung Grundsatzfragen und Planung des MfAA.
Er war mit Marlene Vesper (1932–2022) verheiratet.

## Auszeichnungen
- Vaterländischer Verdienstorden in Bronze (1978)
- Verdienstmedaille der DDR